# Стефанов, Борис
Борис Стефанов Матеев (в Румынии известен как Борис Штефанов рум. Boris Ştefanov; 1893, Добруджа — 11 октября 1969, София) — революционер-интернационалист болгарского происхождения. Генеральный секретарь Коммунистической партии Румынии (1936—1940).
Член Социалистической партии Румынии с 1918. В 1921 один из основателей Коммунистической партии Румынии (КПР). Член ЦК КПР в 1922-40. Депутат парламента в 1922-23. Член Политбюро ЦК КПР в 1924-40. Возглавлял нелегальную работу КПР в Румынии. В 1926-30 в тюрьме. В 1938-45 в эмиграции в СССР. В 1940 снят с руководящих должностей и исключён из ЦК КПР. С 1945 жил в Болгарии. В Румынии подвергался официальной критике. В 1963 награждён Орденом Георгия Димитрова, что вызвало трения между руководством Болгарии и Румынии.